# Опака (община)
Община Опака е разположена в Североизточна България и е една от съставните общини на област Търговище.

## География

### Географско положение, граници, големина
Общината е разположена в крайната северозападна част на област Търговище. С площта си от 157,352 km2 е най-малката сред 5-те общините на областта, което съставлява 5,81% от територията на областта. Границите ѝ са следните:
- на изток и юг – община Попово;
- на северозапад – община Две могили, област Русе;
- на север – община Иваново, област Русе и община Цар Калоян, област Разград.

### Природни ресурси

#### Релеф
Релефът на общината е равнинен и хълмист. Територията ѝ изцяло попада в пределите на Източната Дунавска равнина.
В югозападните части на община Опака се простират северните разклонения на Поповските височини. В тях, на границата с община Попово, на около 2 km югозападно от град Опака се намира най-високата точка на община Опака – 466,3 m, а в североизточната ѝ част – югозападните разклонения на Разградските височини. В тях максималната височина на територията на общината се намира на границата с община Попово, на около 4 km югоизточно от град Опака – 461,3 m.
Северно от село Горско Абланово, на границата с община Две могили, в коритото на река Черни Лом се намира най-ниската точка на община Опака – 120 m н.в.

#### Води
От югоизток на северозапад, на протежение от около 20 km преминава част от средното течение на река Черни Лом (лява съставяща на река Русенски Лом, десен приток на Дунав). В този си участък долината на реката е широка и сравнително плитка и е граница между Поповските височини на югозапад и Разградските височини на североизток. На територията на общината река Черни Лом получава малки и къси реки и дерета стичащи се от съседните височини.

### Населени места
Общината се състои от 6 населени места. Списък на населените места, подредени по азбучен ред, население и площ на землищата им:
| Населено място  | Пребр. на населението през 2021 г. | Площ на землището (в км2) | Забележка (старо име) | Населено място | Пребр. на населението през 2021 г. | Площ на землището (в км2) | Забележка (старо име) |
| Голямо градище  | 937                                | 17,924                    | Юренджик              | Крепча         | 1180                               | 13,173                    |                       |
| Горско Абланово | 272                                | 32,303                    |                       | Люблен         | 341                                | 19,234                    | Даг ени               |
| Гърчиново       | 439                                | 17,778                    |                       | Опака          | 2318                               | 56,940                    |                       |

## Административно-териториални промени
- Указ № 1036/обн. 30.11.1883 г. – преименува с. Даг ени на с. Люблен;
- МЗ № 3775/обн. 07.12.1934 г. – преименува с. Юренджик на с. Голямо градище;
- Указ № 2907/обн. 07.09.1984 г. – признава с. Опака за гр. Опака;
- Указ № 3005/обн. 09.10.1987 г. – закрива община Водица и присъединява с. Голямо градище и неговото землище към община Опака.

## Население
Численост на населението според преброяванията през годините:
| Година на преброяване | Численост |
| 1934                  | 12 119    |
| 1946                  | 12 966    |
| 1956                  | 11 942    |
| 1965                  | 11 359    |
| 1975                  | 10 101    |
| 1985                  | 9526      |
| 1992                  | 8986      |
| 2001                  | 7786      |
| 2011                  | 6664      |
| 2021                  | 5487      |

Според някои данни, 58,76% от цялото население на общината е в трудоспособна възраст, 18,41% - ученици, а 22,83% - пенсионери. По пол, 50,05% са жени, а 49,95% - мъже.

### Етнически състав
Преброяване на населението през 2011 г.
Численост и дял на етническите групи според преброяването на населението през 2011 г., по населени места (подредени по численост на населението):
| Населено място  | Численост | Численост | Численост | Численост | Численост | Численост           | Численост     | Населено място  | Дял (в %) | Дял (в %) | Дял (в %) | Дял (в %) | Дял (в %)           | Дял (в %)     |
| Населено място  | Общо      | Българи   | Турци     | Цигани    | Други     | Не се самоопределят | Не отговорили | Населено място  | Българи   | Турци     | Цигани    | Други     | Не се самоопределят | Не отговорили |
| Общо            | 6664      | 1433      | 3858      | 4         | 5         | 8                   | 1356          | 100.00          | 21.50     | 57.89     | 0.06      | 0.07      | 0.12                | 20.34         |
| --------------- | --------- | --------- | --------- | --------- | --------- | ------------------- | ------------- | --------------- | --------- | --------- | --------- | --------- | ------------------- | ------------- |
| Опака           | 2833      | 1018      | 1441      |           |           | 5                   | 365           | Опака           | 35.93     | 50.86     |           |           | 0.17                | 12.88         |
| Крепча          | 1303      | 6         | 1109      | 0         | 0         | 0                   | 188           | Крепча          | 0.46      | 85.11     | 0.00      | 0.00      | 0.00                | 14.42         |
| Голямо градище  | 1060      | 13        | 503       |           | 0         |                     | 542           | Голямо градище  | 1.22      | 47.45     |           | 0.00      |                     | 51.13         |
| Гърчиново       | 595       | 163       | 413       | 0         | 0         | 0                   | 19            | Гърчиново       | 27.39     | 69.41     | 0.00      | 0.00      | 0.00                | 3.19          |
| Люблен          | 474       | 21        | 285       |           |           |                     | 167           | Люблен          | 4.43      | 60.12     |           |           |                     | 35.23         |
| Горско Абланово | 399       | 212       | 107       |           | 4         |                     | 75            | Горско Абланово | 53.13     | 26.81     |           | 1.00      |                     | 18.79         |

### Вероизповедания
Численост и дял на населението по вероизповедание според преброяването на населението през 2011 г.:
|                     | Численост | Дял (в %) |
| Общо                | 6664      | 100.00    |
| Православие         | 1205      | 18.08     |
| Католицизъм         | 5         | 0.07      |
| Протестантство      |           |           |
| Ислям               | 3250      | 48.76     |
| Друго               |           |           |
| Нямат               | 14        |           |
| Не се самоопределят | 72        | 1.08      |
| Непоказано          | 2111      | 31.67     |

## Политика

### Общински съвет
Състав на общинския съвет, избиран на местните избори през годините:
| Партия, коалиция или инициативен комитет                                                                                           | 2003    | 2007    | 2011    | 2015    | 2019    |
| Избирателна активност по време на изборите                                                                                         | 74,52 % | 74,10 % | 72,46 % | 65,20 % | 63,81 % |
| Общ брой места | 13      | 13      | 13      | 13      | 13      |
| --- | ------- | ------- | ------- | ------- | ------- |
| Движение за права и свободи | 4       | 8       | 7       | 9       | 9       |
| ГЕРБ |         |         | 5       | 2       | 4       |
| Социалдемократическа партия |         |         |         | 1       |         |
| Българска социалистическа партия                                                                                                   |         |         |         | 1       |         |
| Обединена социалдемокрация |         |         | 1       |         |         |
| Коалиция „Заедно за бъдещето Община Опака“ (Съюз на демократичните сили, Демократи за силна България)                              |         | 3       |         |         |         |
| Коалиция „Напредък“ (Българска социалистическа партия, Национално движение „Симеон Втори“, Политическо движение „Социалдемократи“) |         | 2       |         |         |         |
| Национално движение за права и свободи                                                                                             | 4       |         |         |         |         |
| Политическо движение „Социалдемократи“                                                                                             | 2       |         |         |         |         |
| Коалиция „Българска социалистическа партия – Земеделски съюз „Александър Стамболийски““                                            | 1       |         |         |         |         |
| Българска социалдемокрация | 1       |         |         |         |         |
| Съюз на демократичните сили | 1       |         |         |         |         |

## Транспорт
През общината преминава участък от 18,9 km от Републикански път III-202 (от km 36,1 до km 55,0); от Републиканската пътна мрежа на България.

## Топографски карти
- Лист от карта K-35-17. Мащаб: 1 : 100 000.